# Лахтинен, Аки
Аки Лахтинен (фин. Aki Lahtinen; род. 31 октября 1958, Йювяскюля) — финский футболист.

## Карьера

### Клубная
Воспитанник школы футбольного клуба «ОПС», в нём начал свою карьеру в 1976 году. Выступал очень успешно в клубе и 1981 году был замечен скаутами из «Ноттс Каунти», который в том году вернулся в высшую английскую лигу после долгого отсутствия. В течение 4 лет играл в том клубе, но после его вылета в Третий дивизион покинул Англию. В 1985 году отправился в команду «Паллосеура», в которой отыграл два года, а в 1988 году вернулся в свой родной клуб, доиграв там до 1990 года. Итого провёл 290 игр на клубном уровне и забил 11 голов.

### В сборной
В сборной он выступал в течение 10 лет с 1979 по 1989 годы. Провёл 56 игр. Голов не забивал, однако благодаря своим выступлениям становился лучшим футболистом 1981 и 1982 годов в Финляндии. В составе финской сборной даже играл на московской Олимпиаде.